# 9e cérémonie des International Film Music Critics Association Awards
La 9e cérémonie des International Film Music Critics Association Awards (IFMCA Awards), décernés par l'International Film Music Critics Association, a lieu en février 2009 et récompense les bandes originales de films et de séries télévisées sortis en 2008.

## Palmarès
- Bande originale de l'année : L'Étrange Histoire de Benjamin Button d'Alexandre Desplat
- Compositeur de l'année : Danny Elfman
- Meilleur nouveau compositeur : Andrew Lockington
- Meilleure musique d'un film dramatique : L'Étrange Histoire de Benjamin Button d'Alexandre Desplat
- Meilleure musique d'un film comique : Burn After Reading de Carter Burwell
- Meilleure musique d'un film d'aventure/action : Indiana Jones et le Royaume du crâne de cristal de John Williams
- Meilleure musique d'un film fantastique/de science-fiction : Cœur d'encre de Javier Navarrete
- Meilleure musique d'un film d'horreur/thriller : Phénomènes de James Newton Howard
- Meilleure musique d'un film d'animation : WALL-E de Thomas Newman
- Meilleure musique d'un documentaire : Standard Operating Procedure de Danny Elfman
- Titre de l'année : Roar! Overture issu de Cloverfield de Michael Giacchino
- Meilleure musique d'une série télévisée : John Adams de Robert Lane et Joseph Vitarelli
- Meilleure musique d'un jeu vidéo ou d'un média interactif : Age of Conan: Hyborian Adventures de Knut Avenstroup Haugen[1]